# Poecilochroa antineae
Poecilochroa antineae är en spindelart som beskrevs av Fage 1929. Poecilochroa antineae ingår i släktet Poecilochroa och familjen plattbuksspindlar.
Artens utbredningsområde är Egypten. Inga underarter finns listade i Catalogue of Life.